# Gliese 674 b
Gliese 674 b is een exoplaneet die in 4,69 dagen rond de rode dwerg Gliese 674 draait, op een afstand van gemiddeld 0,039 AE. De massa bedraagt ongeveer 11 maal die van de aarde.
De exoplaneet werd in 2007 ontdekt door Bonfils et al. met de "radialesnelheidsmethode".